# Bob herceg (film, 1972)
A Bob herceg Huszka Jenő azonos című operettjéből 1972. december 25-én az MTV1-en a Zenés TV Színház sorozatban bemutatott magyar tévéfilm.

## Cselekménye
|  | Alább a cselekmény részletei következnek! |

A történet az 1920-as években játszódik Londonban. Bob úrfi, aki nem más, mint az álruhás trónörökös, a nép között tölti az éjszakáit cimboráival a Bowie Streeten. Beleszeret Annie-ba, Tom apó lányába, aki mit sem sejt arról, hogy ki is az ifjú hódolója. A palotában eközben a herceg születésnapjára készülődnek. György herceg húszéves lesz, király lesz, s elvennie Viktória hercegnőt, akit szülei jelöltek ki feleségül számára. A Bowie Streeten az álnok Plumpudding, Tom apó tartozásának fejében leányát kéri cserébe az adósság elengedéséért, különben elárverezteti a házukat. Tom apónak nincs más választása, mint megígérni Plumpuddingnak, hogy hozzáadja Anniet. György herceg amint tudomást szerez Annie és Plumpudding esküvőjéről, elhatározza, hogy minden eszközzel megakadályozza…
|  | Itt a vége a cselekmény részletezésének! |

## Szereplők
- Nagy Gábor – Bob herceg (György angol herceg)
- Szerencsi Éva – Annie
- Bánki Zsuzsa – angol királynő
- Bárdy György – Pomponius
- Páger Antal – Tom apó, Annie édesapja
- Ernyey Béla – hadnagy
- Márkus László – Plumpudding, a gazdag borbély
- Tordai Teri – Viktória hercegnő
- Somogyvári Rudolf – Lancaster kapitány

### További szereplők
- Körmendi János, Bozóky István, Rátonyi Róbert, Gyenge Árpád, Jákó Pál, Sörös Sándor, Szurdi Miklós, Nagy István, Csonka Endre, Felföldi László

### Közreműködik
- Andor Éva, Kalmár Magda, Berkes János (ének) és a Magyar Állami Operaház Balettkara, koreográfus: Barkóczy Sándor.

## Forgatási helyszín
A film több jelenetét a Nagytétényi Kastélymúzeumban vették fel.